# Alice Picks the Champ
Série Alice Comedies
Alice Wins the Derby
(1925) Alice Chops the Suey
(1925)
Pour plus de détails, voir Fiche technique et Distribution.
Alice Picks the Champ est un court métrage d'animation américain muet de la série Alice Comedies sorti en 1925.

## Synopsis
Alice et Julius visitent la salle de gym de Pete. Ce dernier fait une démonstration de boxe contre un ours. Julius décide de se battre comme Pete.

## Fiche technique
- Titre original : Alice Picks the Champ
- Série : Alice Comedies
- Réalisation : Walt Disney
- Animation : Ub Iwerks, Rollin Hamilton, Thurston Harper
- Encrage et peinture : Lillian Bounds, Irene Hamilton, Hazelle Linston
- Photographie : Mike Marcus
- Montage  : Georges Winkler
- Production :  Walt Disney
- Société de production : Disney Brothers Studios
- Société de distribution : Margaret J. Winkler (1925) ; Syndicate Pictures (1930, version sonorisée)
- Pays :  États-Unis
- Format d'image : noir et blanc - 35 mm - 1,37:1 - muet
- Genre : animation et prises de vues réelles
- Durée : 7 min
- Dates de sortie : 
  - Version muette : 30 juillet 1925
  - Version sonorisée : 15 mars 1930

Source : Walt in Wonderland

## Distribution
- Margie Gay : Alice

## Commentaires
Produit du 28 mai au 17 juin 1925, le film a été livré le 1er juillet 1925 avant d'être présenté en avant-première à l'Apollo Theater de Los Angeles. 